# Transdermalni obliž
Tránsdermálni oblíž (tudi tránsdermálni terapévtski sistém) je obliž, ki se prilepi na nepoškodovano kožo za dostavo zdravilnih učinkovin v sistemski krvni obtok skozi kožo. So upogljive farmacevtske oblike različnih velikosti, ki vsebujejo eno ali več učinkovin ter pomožne snovi, na primer stabilizatorje, solubilizatorje in snovi, ki pod pritiskom omogoči adhezijo na kožo. Transdermalna dostava učinkovin predstavlja alternativo peroralnemu ali parenteralnemu dajanju učinkovin.

## Sestava
Običajno so sestavljeni iz zunanje krovne plasti, ki izdelek ščiti tako, da ne dopušča prehajanje učinkovine, običajno pa je neprepustna tudi za vodo. Površina obliža, iz katere se sprošča učinkovina, je prekrita z zaščitno plastjo, ki jo je pred uporabo treba odstraniti. Običajno jo predstavlja tanka plast iz plastičnega ali kovinskega materiala. Ogrodje obliža je enoplastno ali večplastno, trdno ali poltrdno. Ogrodje lahko vsebuje snovi, ki pod pritiskom adherirajo na kožo. Obliž je lahko v obliki poltrdnega rezervoarja, katerega ena stran je membrana, ki nadzoruje
sproščanje in difuzijo zdravilne učinkovine iz farmacevtske oblike. Glede na način vgrajevanja zdravilne učinkovine v obliž so možni trije pristopi:
- učinkovina v adhezivni plasti
- učinkovina v ogrodju (matriksu)
- učinkovina v rezervoarju

## Primeri učinkovin
Na tržišču so med drugim transdermalni obliži z naslednjimi učinkovinami:
- gliceriltrinitrat
- estradiol
- testosteron
- skopolamin
- klonidin
- fentanil
- nesteroidni antirevmatiki (flubiprofen, diklofenak hidroksietilpirolidin)
- nikotin